# Nuria Rábano Blanco
Nuria Rábano Blanco   (Ames, 15 de juny de 1999) és una futbolista gallega que juga com a defensa lateral esquerre al VfL Wolfsburg.
Va començar jugant a l'Atlético Arousana i el 2016 va entrar al Deportivo de la Corunya ascendint al primer equip el 2019. Va ser subcampiona del Mundial Sub-20 amb la selecció espanyola.
El 2020 va ser fitxada per l'equip de la Reial Societat amb qui la temporada 2021/22 va guanyar un subcampionat de lliga i la classificació per jugar a la Champions l'any següent.
El 17 de juny de 2022 es va anunciar el seu fitxatge pel FC Barcelona. El Barcelona va conquerir la seva segona Lliga de Campions, la Lliga i la Supercopa, però no es va consolidar i, al finalitzar la temporada 2022-2023, el Barça li va rescindir el contracte.
El VfL Wolfsburg la va incorporar per tres temporades.

## Palmarès
Clubs
- 1 Lliga espanyola de futbol femenina: 2022-23
- 1 Supercopa d'Espanya de futbol femenina: 2022-23
- 1 Lliga de Campions: 2022-2023